# Osmerus mordax
Osmerus mordax is een soort van de straalvinnige vissen uit de familie van de spieringen (Osmeridae). De wetenschappelijke naam van de soort is voor het eerst geldig gepubliceerd in 1814 door Mitchill.
De soort komt voor in Noord-Amerika en staat daar bekend als de rainbow smelt.